# James Stuart (Generalmajor)

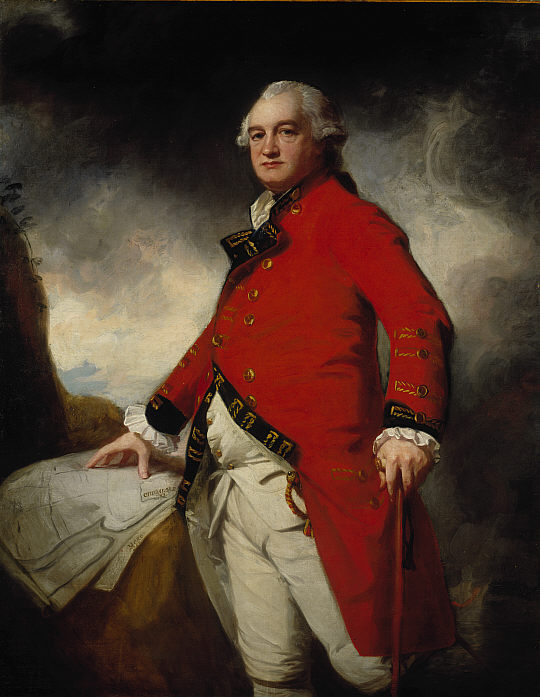
Major-General James Stuart, um 1786

James Stuart († 2. Februar 1793) war ein britischer Offizier der British Army sowie der Britischen Ostindien-Kompanie.

## Leben
James Stuart war der dritte und jüngste Sohn unter den sieben Kindern von Archibald Stuart († 1767), Gutsherr von Torrance in Lanarkshire, aus dessen Ehe mit Elizabeth Myreton, Tochter von Sir Andrew Myreton, 1. Baronet († 1720). Er trat in jungen Jahren als Söldner in niederländischen Militärdienst ein und erreichte dort den Rang eines Hauptmanns.

## Siebenjähriger Krieg
Anlässlich des Siebenjährigen Krieges trat Stuart am 5. Mai 1756 als Lieutenant des in Newcastle und Gateshead neuaufgestellten 58th Regiment of Foot in die Britische Armee ein und leistete erstmals im Sommer 1758 bei der Belagerung von Louisbourg in Nova Scotia unter Jeffrey Amherst Kriegsdienst. Am 20. Oktober 1758 wurde er zum Captain des 83rd Regiment of Foot und am 7. Dezember 1759 zum Major befördert. 1761 war er mit Colonel Morgan’s Regiment of Irish Light Infantry bei der Eroberung der Belle-Île in der Bretagne anwesend. Während dieses Feldzuges fungierte er als Generalquartiermeister und erhielt infolgedessen den Brevet-Rang eines Lieutenant-Colonel. Von Belle-Île wurde Stuart auf die Westindischen Inseln versetzt, wo er bei den Operationen gegen Martinique diente und nach dem Tod von Colonel Morgan das Kommando über das Regiment übernahm. Nach der Eroberung von Martinique im Februar 1762 wurde seinem Regiment befohlen, sich dem Feldzug gegen Havanna auf Kuba anzuschließen, wo Stuart sich bei der entscheidenden Erstürmung der Hafenfestung El Morro am 30. Juli 1762 besonders auszeichnete. Nach Kriegsende kehrte sein Regiment 1763 nach Irland zurück und wurde dort aufgelöst. Stuart kehrte daraufhin nach Hause zurück und heiratete am 20. September 1763 Lady Hon. Margaret Hume-Campbell, Tochter des Hugh Hume, 3. Earl of Marchmont. Seine Gattin starb bereits am 7. Januar 1765 und die Ehe blieb kinderlos.

## Dienst in Indien
1775 erhielt Stuart die Erlaubnis, in den Dienst der Britischen Ostindien-Kompanie zu treten, als stellvertretender Oberbefehlshaber der Truppen der Ostindien-Kompanie an der indischen Koromandelküste im Rang eines Colonel. Bei seiner Ankunft stellte er fest, dass zwischen dem Rat der Präsidentschaft von Madras und dem Gouverneur George Pigot, 1. Baron Pigot, ernsthafte Differenzen bestanden. Stuart folgte den Anweisungen des Rates und versuchte, dem Raja von Tanjore Ländereien zurückzugeben, die zweifelhaft an den Nawab von Arcot übertragen worden waren, dessen Schulden die Hauptursache für die Probleme waren. Die Angelegenheit eskalierte in Verwirrung, in deren Verlauf Stuart Lord Pigot am 23. August 1776 verhaftete und der rebellierenden Mehrheit der Ratsmitglieder erlaubte, die Macht in Madras zu übernehmen. Nachdem die Nachricht von der Verhaftung Großbritannien erreicht hatte, wurde Lord Pigot wieder eingestellt, aber sofort abberufen, während Stuart von den Direktoren der Ostindien-Kompanie vom Amt des Oberbefehlshabers der Madras Army suspendiert wurde, das er auf Einladung des Rates von Madras im Dezember 1776 mit dem Rang eines Brigadier-General übernommen hatte. Zwischenzeitlich war Lord Pigot am 11. Mai 1777 im Hausarrest verstorben. Obwohl Stuart wiederholt einen Gerichtsprozess zur Klärung des Vorgangs verlangte, gelang es ihm trotz zwingender Anordnungen aus Großbritannien erst Ende 1780, ein Kriegsgerichtsverfahren zu erreichen, dass ihn im Dezember 1780 ehrenhaft freisprach. Auf Anordnung der Direktoren der Ostindien-Kompanie erhielt er die Rückstände seines Gehalts ab dem Zeitpunkt seiner Suspendierung erstattet.
Am 11. Januar 1781 wurde er auf Anordnung des Gouverneurs und des Rates von Madras wieder zum Kommandeur von Madras ernannt. In diesem Jahr kehrte er nach Madras zurück und zeichnete sich während des Zweiten Mysore-Kriegs am 1. Juli unter Sir Eyre Coote in der Schlacht von Porto Novo aus. Als Kommandeur eines Teilheeres verlor er bei der verheerenden Niederlage in der Schlacht von Pollilur gegen Tipu Sultan am 27. August verlor er durch einen Kanonenschuss den Unterschenkel seines linken Beines. Am 19. Oktober 1781 wurde er zum Major-General befördert und übernahm nach der Rückkehr von Sir Eyre Coote nach Bengalen im Januar 1782 den Oberbefehl über die Madras Army. Der Gouverneur, George Macartney, 1. Baron Macartney, erlaubte ihm jedoch nicht die Handlungsfreiheit, die Sir Eyre Coote genossen hatte, und forderte Stuart nach dem Tod von Haidar Ali am 7. Dezember 1782 auf, die Armee von Mysore sofort anzugreifen. Stuart erklärte, seine Streitkräfte seien nicht bereit und unternahm zwei Monate lang keine aktive Bewegung. Während der Belagerung von Cuddalore im Sommer 1783 wurde er von der Madras-Regierung vom Kommando suspendiert, in Madras in strenger Haft gehalten und dann nach Großbritannien zurückgeschickt.
Stuart ärgerte sich über „das persönliche Verhalten seiner Lordschaft ihm gegenüber“ und forderte Lord Macartney heraus. Nachdem dieser als Gouverneur abgelöst und nach Großbritannien zurückgekehrt war, lieferten sie sich am 8. Juni 1786 im Hyde Park ein Duell. Aufgrund des Verlusts seines Beines musste sich Stuart von Anfang mit dem Rücken an einen Baum lehnen, doch es gelang ihm, seinen Gegner schwer zu verletzen. Unzufrieden mit dem Ergebnis drohten beide Teilnehmer, das Duell fortzusetzen, bis der König seinen Wunsch zum Ausdruck brachte, die Angelegenheit nicht weiterzuverfolgen.
Am 8. Februar 1792 erhielt Stuart in der Britischen Armee das Amt des Colonel des 31st (Huntingdonshire) Regiment of Foot und starb ein Jahr später, am 2. Februar 1793.